# 락토붐속
락토붐속은 연쇄상구균과에 속하는 박테리아의 분류(속)의 하나이다. 이 속에 포함되는 종으로는 Lactovum miscens가 유일한데, 이는 산소내성 혐기성, 혐기성 종으로 독일의  슈티거발트(Stiegerwald) 숲의 토양에서 최초로 분리되었다.